# Nadzeya Kushner
Nadzeya Kushner (en bielorruso: Надзея Кушнер; nacida Nadzeya Papok y tras su primer matrimonio Nadzeya Liapeshka; Ptsich, 26 de abril de 1989) es una deportista bielorrusa que compite en piragüismo en la modalidad de aguas tranquilas.
Participó en tres Juegos Olímpicos de Verano, obteniendo tres medallas en la prueba de K4 500 m, bronce en Londres 2012, bronce en Río de Janeiro 2016 y plata en Tokio 2020. En los Juegos Europeos de Minsk 2019 obtuvo una medalla de plata en la prueba de K4 500 m.
Ganó siete medallas en el Campeonato Mundial de Piragüismo entre los años 2011 y 2024, y siete medallas en el Campeonato Europeo de Piragüismo entre los años 2011 y 2021.

## Palmarés internacional
| Juegos Olímpicos   | Juegos Olímpicos            | Juegos Olímpicos  | Juegos Olímpicos |
| Año                | Lugar                       | Medalla           | Competición      |
| ------------------ | --------------------------- | ----------------- | ---------------- |
| 2012               | Londres (Reino Unido)       | Medalla de bronce | K4 500 m         |
| 2016               | Río de Janeiro (Brasil)     | Medalla de bronce | K4 500 m         |
| 2020               | Tokio (Japón)               | Medalla de plata  | K4 500 m         |
| Campeonato Mundial |                             |                   |                  |
| Año                | Lugar                       | Medalla           | Competición      |
| 2011               | Szeged (Hungría)            | Medalla de bronce | K4 500 m         |
| 2013               | Duisburgo (Alemania)        | Medalla de bronce | K4 500 m         |
| 2014               | Moscú (Rusia)               | Medalla de bronce | K4 500 m         |
| 2015               | Milán (Italia)              | Medalla de oro    | K4 500 m         |
| 2019               | Szeged (Hungría)            | Medalla de plata  | K4 500 m         |
| 2021               | Copenhague (Dinamarca)      | Medalla de oro    | K4 500 m         |
| 2024               | Samarcanda (Uzbekistán)     | Medalla de oro    | K4 500 m mixto   |
| Juegos Europeos    |                             |                   |                  |
| Año                | Lugar                       | Medalla           | Competición      |
| 2019               | Minsk (Bielorrusia)         | Medalla de plata  | K4 500 m         |
| Campeonato Europeo |                             |                   |                  |
| Año                | Lugar                       | Medalla           | Competición      |
| 2011               | Belgrado (Serbia)           | Medalla de oro    | K4 500 m         |
| 2012               | Zagreb (Croacia)            | Medalla de plata  | K4 500 m         |
| 2013               | Montemor-o-Velho (Portugal) | Medalla de bronce | K4 500 m         |
| 2016               | Moscú (Rusia)               | Medalla de plata  | K4 500 m         |
| 2016               | Moscú (Rusia)               | Medalla de bronce | K2 500 m         |
| 2018               | Belgrado (Serbia)           | Medalla de plata  | K4 500 m         |
| 2021               | Poznań (Polonia)            | Medalla de plata  | K4 500 m         |